# レオニー・ギルモア
レオニー・ギルモア（英: Léonie Gilmour、1873年6月17日 - 1933年12月31日）は、アメリカ合衆国ニューヨーク生まれの作家、教師、およびジャーナリスト。夫は詩人の野口米次郎、息子は彫刻家のイサム・ノグチ、娘はダンサーのアイレス・ギルモア。

## 略歴
1873年6月17日、ニューヨークで、アイルランド移民の父、アンドリュー・ギルモアと母、アルビアナ・スミス・ギルモアとの間に生まれた。
労働者学校（後のエティカル・カルチャー・スクール）で教育を受け、1891年にボルティモアのブリンマー高校を卒業し、ブリンマー大学への全額給費生奨学金を獲得し入学。三年上には日本からの留学生、津田梅子が在校していた
。ソルボンヌ大学へ1年間留学。
ドウス昌代の『イサム・ノグチ 宿命の越境者』によると、ブリンマー大学の卒業生記録に、歴史および哲学専攻学生として、レオニー・ギルモアの名前が確かにあった、とある。エドワード・マークスによると、彼女は4年間の授業料、生活費を保障されていたが、ソルボンヌ大学へ1年行ったので、ブリンマーへもう1年通うお金がなく、結果的に正式には卒業はしていない、とある。1894年に、ブリンマー大学で生涯の友人となるキャサリン・バーネルに出会う。
1895年にブリンマー大学修了後、レオニー・ギルモアはニュージャージーの聖アロイシアス・アカデミーで教職につき、また様々な校正の仕事をした。
1901年、彼女は野口米次郎が新聞に掲載した編集者募集の求人に応募してきた。 野口は少し前にニューヨークに移ってきた日本人詩人だった。野口はそれまで7年間カリフォルニアで過ごしており、英文詩集を2冊出版していたが、自身の英語に自信がもてずにいた。レオニーは彼の編集者になる同意をした。レオニーの助けを得て、野口は1902年に小説仕立ての日本少女の日記The American Diary of a Japanese Girlにとりかかった。
1903年、野口が英国から帰国してのち、2人の関係は恋愛へと発展する。そして11月18日、野口は 「Leonie Gilmour is my Lawful wife 」(レオニー・ギルモアは私の法的な妻である)という誓約書を書く。しかし、ギルモアの伝記作者であるエドワード・マークスは、この誓約書は「ニューヨークの法律で、有効だった時期もあるのですが、2人が交わした時期には法的に無効でした」と述べている。結婚は秘密にされ、住居もそれまで通り別々に暮らし続けた。しかし2人の関係はうまくいかず、真相のほどはわからないが、1904年の早い時期にはこの関係は終わりを迎えたと推定される。野口にはワシントンD.C. のジャーナリストだったエセル・アームズ(Ethel Armes)との恋愛が早くも始まっていた。
日露戦争の開戦で、野口は秋には日本に帰国しようと計画をたてはじめた。だが、2人の関係が終わりかけた時、レオニーは妊娠したことに気付いた。野口に復縁を迫るよりも、彼女は ロサンゼルスへ一足先に娘の出産のために移住した、母親のもとに身を寄せることを選んだ。そして彼女は後にイサム・ノグチ(Isamu Noguchi)と名づけられる赤ん坊を1904年、11月18日に出産した。イサムの誕生は、レポーターが病院にレオニーを訪ねてきたため、新聞に掲載されるところとなった。
エセル・アームズが事の真相を確認し、野口との婚約を破棄した後は、野口はレオニーに日本に来るよう説得し始めた。レオニーは最終的に決心するまで、数か月にわたって来日には抵抗を示していた。1907年3月、彼女が来日した時には、野口にはすでに武田まつ子という別な日本女性がいた。
東京では、レオニーは主に英語教師として働き、以前と同じように野口の作品の編集をした。彼女は津田梅子のつてで、女子英学塾で教えたいと思っていたのだが果たせず、ラフカディオ・ハーンの長男小泉一雄などに家庭教師をしたり、横浜の学校で教師をしたりした。
東京では、小石川区久堅町（現・文京区白山）、現・文京区茗荷谷、現・新宿区西五軒町、現・文京区小日向と短期間で移り住んだ。
野口米次郎との結婚生活は、武田まつ子がヨネの第2子を妊娠したのを知る前でさえぎくしゃくしたものだったが、知ってからは尚更緊張を孕んだ。レオニーは1909年、野口と別居し、イサムを連れて大森、横浜、茅ヶ崎へと転々と居を移した。1912年、レオニーは娘、エイルズ（アイリス）・ギルモアを出産したが、相手が誰であったかは謎のままである（イサム・ノグチの伝記作者、ドウス昌代は相手をレオニーが家庭教師をしていた学生の一人だと推測している）。
レオニーは1918年にイサムを実験校、インターラーケン校に入れるため、アメリカに行かせた。彼女と娘エイルズ（アイリス）は1920年まで日本に住み続けたが、その年1月25日に中国船南京号で横浜を出港、2月11日サンフランシスコ に着いた。後にニューヨークに移り、そこでイサムがメディカル・スクールに進学しようとしているのを知って強く反対し、 彼を思いとどまらせることに成功した。レオニーはイサムが幼児のときから計画していた芸術家への道を歩むことを再び強く指示した。
アイリスはコネティカット州の進歩的な学校に入学し、卒業後はマーサ・グラハム舞踏団のダンサーになった。
レオニー自身はささやかな輸出入業務のビジネスに従事するかたわら、様々な仕事をして生計をたてた。1933年12月、肺炎のためニューヨークのベルビュー病院に入院し、動脈硬化症を伴う心臓発作のため12月31日に亡くなった。60歳没。

## 文学作品
教師と編集者としての仕事に加え、レオニー・ギルモア自身何作か作品を書いている。いくつかの短い自伝的なエッセイが、『ニューヨーク・タイムズ』や『ナショナル』誌、『クリスチャン・サイエンス・モニター』などに掲載されている。

## 伝記
- エドワード・マークス 『レオニー・ギルモア　イサム・ノグチの母の生涯』
羽田美也子・田村七重・中地幸訳、彩流社、2014年

## 伝記映画
- 『レオニー　Leonie』 製作、脚本・監督松井久子、2010年公開。
ドウス昌代『イサム・ノグチ 宿命の越境者』を原案にした日米合作映画